# Sông Gila
Sông Gila (/ˈhiːlə/; O'odham [Pima]: Keli Akimel hay đơn giản Akimel, tiếng Quechua: Haa Siʼil) là một phụ lưu 649 dặm (1.044 km)sông Colorado dài 649 dặm (1.044 km) chảy qua New Mexico và Arizona Hoa Kỳ. Con sông chảy một lưu vực sông khô cằn của gần 60.000 dặm vuông (160.000 km2) nằm chủ yếu trong phạm vi Hoa Kỳ nhưng cũng mở rộng sang phía Bắc Sonora, Mexico. Người dân bản địa đã sống dọc theo dòng sông ít nhất 2.000 năm, thiết lập các xã hội nông nghiệp phức tạp trước khi cuộc thám hiểm châu Âu của khu vực bắt đầu vào thế kỷ 16. Tuy nhiên, người Mỹ gốc Âu đã không định cư vĩnh viễn lưu vực sông Gila cho đến giữa thế kỷ 19.
Trong thế kỷ 20, sự phát triển của con người ở lưu vực sông Gila đòi hỏi phải xây dựng các công trình phân chia lũ lớn và kiểm soát lũ trên sông và các nhánh của nó, và do đó Gila hiện chỉ đóng góp một phần nhỏ dòng chảy lịch sử của nó vào Colorado. Lưu lượng tự nhiên lịch sử của dòng sông là khoảng 1.900 feet khối mỗi giây (54 m3 / giây), và hiện tại chỉ còn 247 feet khối mỗi giây (7,0 m3 / giây). Các dự án kỹ thuật này đã biến đổi phần lớn thung lũng sông và bao quanh từ sa mạc khô cằn thành đất được tưới tiêu và cung cấp nước cho hơn năm triệu người, chủ yếu ở các khu vực đô thị Phoenix và Tucson, sống ở đầu nguồn.

## Địa lý
Sông Gila có nguồn ở phía tây New Mexico, ở Quận Sierra trên sườn phía tây của Phân chia lục địa trong Phạm vi đen. Nó chảy về phía tây nam qua Rừng quốc gia Gila và Đài tưởng niệm quốc gia Gila Cliff, sau đó đi về phía tây vào Arizona, qua thị trấn Safford. Sau khi chảy dọc theo sườn phía nam của các núi Gila ở quận Graham thông qua một loạt các hẻm núi, Gila bị giam giữ bởi đập Coolidge trong hồ San Carlos phía nam Peridot.
Nó chảy ra từ những ngọn núi vào thung lũng phía đông nam của Phoenix, Arizona, nơi nó băng qua Khu bảo tồn người Da đỏ sông Gila như một [dòng chảy] xen kẽ do dòng chảy thủy lợi lớn. Ở phía tây Phoenix, dòng sông uốn cong về phía nam dọc theo dãy núi Gila Bend, sau đó nó lại chảy về phía tây gần thị trấn Gila Bend. Nó chảy về phía tây nam giữa Núi Gila ở phía nam và Languna và Muggins nằm ở phía bắc trong Quận Yuma, và cuối cùng nó đổ vào Colorado tại Yuma, Arizona.
Gila được tham gia bởi nhiều nhánh sông, bắt đầu từ Đông và Tây Fork của dòng sông, kết hợp với nhau tạo thành thân chính gần Suối nước nóng Gila ở New Mexico. Phía trên Safford, nó được nối bởi Sông San Francisco và sông San Simon không liên tục. Xa hơn về phía hạ lưu, nó được nối với sông San Carlos từ phía bắc trong hồ San Carlos. Tại Winkelman, Arizona, nó đón Sông San Pedro và sau đó được nối với sông Santa Cruz ở phía nam Casa Grande. sông Salt, nhánh chính của nó, tham gia vào khu vực tàu điện ngầm Phoenix và xa hơn về phía tây Gila nhận được hai nhánh chính cuối cùng của nó, Agua Fria và Hassayampa, từ phía bắc.
Mặc dù sông Gila chảy hoàn toàn trong nước Mỹ, nhưng đầu nguồn của hai nhánh sông - San Pedro và Santa Cruz Sông - mở rộng vào Mexico. Trong khoảng 1.630 dặm vuông Anh (4.200 km2), hay 2,8% của lưu vực sông Gila 58.200 dặm vuông Anh (151.000 km2), ở Mexico. Và 3.300 dặm vuông Anh (8.500 km2) hay 5,7% nằm ở New Mexico, còn đa số còn lại, 53.270 dặm vuông Anh (138.000 km2) hay 91,5%, ở Arizona.